# 卡農 (特拉華州)
卡農（英語：Cannon）是位於美國特拉華州蘇塞克斯縣的一個非建制地區。該地的面積和人口皆未知。

## 地理
卡農的座標為38°41′58″N 75°36′54″W / 38.69944°N 75.61500°W，而該地的平均海拔高度為12米（即39英尺）。